# Guarda Desportiva
El Guarda Desportiva es un equipo de fútbol de Portugal que juega en la Liga Regional de Coimbra, la quinta división nacional.

## Historia
Fue fundado el 26 de octubre de 2003 en la ciudad de Guarda, Portugal, afiliandose ese mismo año a la Asociación de Fútbol de Guarda y cuenta con secciones en fútbol sala y fútbol 7 en diversas categorías.
En la temporada 2021/22 juega por primera vez en la Copa de Portugal donde es eliminado en la primera ronda por el UD Oliveirense por marcador de 0-6; y su primer logro importante fue ganar el título regional en esa misma temporada, que lo llevó al ascenso al campeonato de Portugal por primera vez en su historia.

## Palmarés
- Liga Regional de Guarda: 2

2021/22, 2023/24